# Matt Smith (football)
Pour les articles homonymes, voir Matt Smith et Smith.
Matt Smith, né le 7 juin 1989 à Birmingham, est un footballeur anglais qui évolue au poste d'attaquant.

## Biographie
Le 1er septembre 2014, il rejoint Fulham. En décembre de la même année, il est prêté à Bristol City. 
Il marque notamment un quadruplé lors de la demi-finale aller du Football League Trophy face au club de Gillingham. Bristol s'impose 4 buts à 2 sur ce match, avant d'obtenir un match nul 1 à 1 au retour, avec un nouveau but de Smith. Ces résultats envoient le club en finale. 
Son prêt prend fin le 1er mars 2015 et il retourne à Fulham, sans pouvoir disputer la finale ni finir la saison pour Bristol. Pour son retour, il marque lors de sa première apparition à Craven Cottage lors d'une défaite 5 buts à 1 face à Bournemouth. Il termine la saison à Fulham, marquant notamment face à Wigan, Sheffield Wednesday ou Blackpool.
Le 31 janvier 2017, il rejoint QPR
Le 1er juillet 2019, il rejoint Millwall.
Le 19 janvier 2022, il rejoint Salford City.

## Palmarès
- Bristol City
  - Football League Trophy : 2015
  - Vainqueur de la League One (D3) en 2015

### Distinctions personnelles
- Joueur du mois de D3 anglaise en avril 2013.
- Membre de l'équipe-type de EFL League Two en 2024 (EFL)[2].